# Possibilister
Possibilister kallades en grupp franska socialister, som 1882 under Paul Brousses ledning bröt sig ur socialistpartiet.
Possibilisterna var inte revolutionära utan sökte samverkan med andra grupper för att i varje situation nå bästa möjliga resultat. De bekämpade energiskt Jules Guesde. Från possibilisterna utbröt sig 1892 allemanisterna, men 1901 återförenades de olika socialistpartierna.